# لكمة الديلمي (الحيمة الداخلية)

تعديل مصدري - تعديل

لكمة الديلمي هي إحدى قرى عزلة بلاد القبائل بمديرية الحيمة الداخلية التابعة لمحافظة صنعاء، بلغ تعداد سكانها 313 نسمة حسب تعداد اليمن لعام 2004.